# Sami Johansson
Sami Johansson, född 27 juni 1993, är en finländsk innebandysspelare som spelar för schweiziska Zug United och finländska landslaget.
Sami Johansson har med det finländska landslaget bland annat tagit tre VM-guld och två silver i World Games.